# ديك الخلنج
ديك الخلنج (الاسم العلمي: Tetrao)، جنس طيور من فصيلة التدرجية. اسم الجنس مشتق من اللاتينية بمعنى طريدة، على الأرجح من الطيهوج الأسود.